# Reinhard Schmidhagen

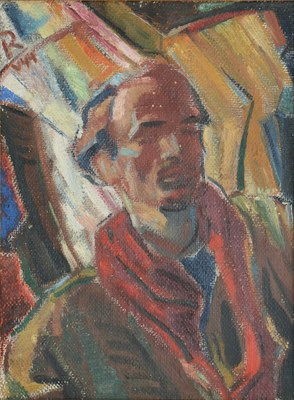
Selbstporträt (1944)

Reinhard Schmidhagen (* 5. September 1914 in Schalksmühle; † 8. Juli 1945 in Marburg), eigentlich Reinhard Schmid, war ein deutscher Maler und Holzschneider des Spätexpressionismus.

## Leben
Reinhard Schmidhagens Eltern waren der Kaufmann Johann Hermann Schmid (1882–1955) und Anna Schmid geb. Heinrich, die als Hausfrau tätig war (1883–1966).
Schon als Schüler erkrankte Schmidhagen an einem chronischen Lungenleiden (Bronchiektasie), das ihn immer wieder zu langen Krankenhaus- und Kuraufenthalten zwang und letztlich auch für seinen frühen Tod im Alter von 30 Jahren verantwortlich war.
Nach der schulischen Ausbildung in Schalksmühle, Arnstadt (Thüringen), Hagen und der Freien Waldorfschule in Stuttgart legte Reinhard Schmidhagen 1934 das Abitur am Gymnasium in Arnstadt ab.
Von April 1934 bis August 1935 studierte er an der Kunstakademie in München u. a. bei Professor Karl Caspar, brach das Studium jedoch ab. In den Semesterferien führten ihn Reisen in die Schweiz, nach Worpswede und in die Niederlande mit zahlreichen Museumsbesuchen. Nach der Rückkehr in München belegte er einen Holzschnittkurs bei Albert Falscheer und es entstanden erste eigene Holzschnitte unter dem Einfluss der Werke von Edvard Munch, Frans Masereel, Ernst Barlach und Käthe Kollwitz.
Nach einer schweren gesundheitlichen Krise 1935 folgte ein längerer Kuraufenthalt in Bad Reichenhall. Er arbeitete an Aquarellstudien, vor allem an Blumenmotiven und Porträts. Hier beginnt sich bereits sein wachsendes künstlerisches Engagement im antifaschistischen Widerstand zu zeigen.
Von März 1936 bis Juni 1938 folgten Kur und Exil in der Schweiz (Lugano, Porza). Dort begegnete Schmidhagen u. a. den Schriftstellern Ludwig Renn, Erich Maria Remarque und Louis Fürnberg sowie dem Maler Christian Rohlfs. Bei seinen eigenen Arbeiten konzentriert er sich vor allem auf Porträts und Holzschnitte. Aus dem Entsetzen über die Bombardierung der baskischen Stadt Guernica durch die deutsche Legion Condor im Spanischen Bürgerkrieg entstanden ab 1937 die Holzschnitt-Zyklen „Guernica“ und „Die andere Front“.
Im Juni 1938 kehrte Reinhard Schmidhagen aus finanziellen Gründen nach Deutschland (Hagen) zurück. In der Folge schuf er weitere Holzschnitte mit literarischen Themen (u. a. „Narziss und Goldmund“ nach Hermann Hesse). 1940 zog er nach Marburg und begann dort 1941 das Studium der Kunstgeschichte bei Richard Hamann, der Schmidhagen mit der Bereitstellung eines Ateliers die Fortsetzung seiner künstlerischen Tätigkeit ermöglichte.
In der Marburger Zeit begegnete er Lili du Bois-Reymond, die 1941 von seinen Lebensmittelspenden für das sogenannte Marburger Judenhaus gehört hatte. Die Enkelin der Komponistin Fanny Hensel schrieb selbst an Käthe Kollwitz, worauf es am 12. November 1941 zu der ersten Begegnung Schmidhagens mit seinem großen Vorbild kam. Schmidhagen begegnete in Marburg auch Marie Luise Kaschnitz und dem jungen Lyriker Wolfgang Lohmeyer, mit dem sich ein intensiver Briefwechsel entwickelte. In Lohmeyers Nachlass wurde das Manuskript der 1939 entstandenen Autobiographie „Das erste Jahrzehnt“ entdeckt, in der Schmidhagen Rechenschaft ablegt über seine bisherige künstlerische Entwicklung.
In den Jahren 1941 und 1942 besuchte er mehrmals die verehrte Käthe Kollwitz in Berlin, die ihm später schreiben wird: „Lieber Reinhard, mit welcher Freude reiche ich Ihnen die Hand, mit welchem Dank empfinde ich, daß Wirkung von meiner Hand ausgegangen ist. Ich empfinde Sie als den Genossen, der die Fahne weiter trägt.“ (Brief vom 8. Dezember 1943)
Im Jahr vor seinem Tod wandte sich Schmidhagen noch einmal der Malerei zu. Es entstanden beeindruckende farbige Porträts, u. a. von seinem Lehrer Richard Hamann und anderen Menschen aus seinem Freundeskreis.
Nur wenige Wochen nach dem Ende des Zweiten Weltkriegs, am 8. Juli 1945, ist Reinhard Schmidhagen in Marburg an den Folgen seines Lungenleidens gestorben.

## Leistungen
Reinhard Schmidhagen hat trotz seines kurzen Lebens ein breites Spektrum an Werken hinterlassen. Schwerpunkte seines Schaffens waren u. a. Porträts, aber auch Selbstporträts und diverse Blumen-Stillleben.
Heute noch bekannt ist er jedoch für seine ergreifenden Holzschnitte, die sich mit den Gräueln des Krieges befassen – z. B. die Zyklen „Guernica“ und „Die andere Front“, die nach wie vor in Ausstellungen zum Thema Antifaschismus zu sehen sind.
Ein vollständiges Werkverzeichnis findet sich bei Barbara Bessel (1990), in: Museum Bochum (Hrsg.), Reinhard Schmidhagen 1914-1945, Gemälde und Grafiken (Ausstellungskatalog).
Der Hauptteil der Werke liegt im Kunstmuseum Bochum.

## Werke
- Selbstporträt mit Palette (1931)
- Zyklus „Guernica“ (1937)
- Zyklus „Die andere Front“ (1937/38)
- Die Trommel (1944)

## Ausstellungen
- 12.11.2023-11.2.2024: In den Strudeln der Zeit. Bilder zur deutschen Geschichte und Gesellschaft im 20. Jh., Museum Zentrum für verfolgte Künste, Solingen[3]
- 15.3.-10.5.2020: Guernica – Der Künstler Schmidhagen, Galerie der Stadt Lüdenscheid[4]
- 12. September – 19. Oktober 2019: Reinhard Schmidthagen, Meridian-Galerie Zürich[5]
- 26. Juni – 15. Oktober 2017: Käthe Kollwitz und ihre Freunde, Käthe-Kollwitz-Museum Berlin[6]
- 14. Juni 2015 – 16. August 2015[7] Künstlerische Freiheit trotz alledem! Reinhard Schmidhagen und sein Marburger Kreis, 1940–45,  Universitätsmuseum für Kunst und Kulturgeschichte Marburg, Marburger Schloss.
- 26. Oktober 2014 – 31. Januar 2015[8] im Kunstmuseum Bochum, Haus Kemnade
- 2013–2014 Wanderausstellung „Anpassung – Überleben – Widerstand. Künstler im Nationalsozialismus“, gezeigt u. a. 2013 in der Wewelsburg[9] und 2014 in der Städtischen Galerie Lüdenscheid[10]
- 2013 „Gegen den Strom oder mit dem Wind“ in Bersenbrück[11]
- 2011/2012 „Zwischen Bedrängnis und Widerstand – Internationale Kunst der Jahre 1933-1945“ in Wittenberg[12]
- Gedächtnisausstellung Reinhard Schmidhagen (1914–1945) im Jahr 1945; Gemälde, Holzschnitte, Zeichnungen.[13]

## Schriften
- Reinhard Schmidhagen: Das erste Jahrzehnt. Autobiographie eines Unvollendeten. Taching am See 2014, ISBN 978-3-937211-68-8.